# 東方正教会文明
東方正教会文明（とうほうせいきょうかいぶんめい）または、東方正教会世界とは、サミュエル・P・ハンティントンによる文化圏の分類の一つ。正教会（東方正教会）を主要な宗教としている国を指す。ハンティントンら比較文化論の研究者はロシアを国際社会の主要プレイヤーと位置づけており、ロシア正教会文明、ロシア文明とも呼んでいる。

## 概要

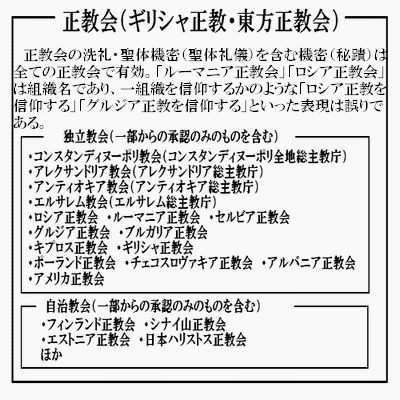
正教会（ギリシャ正教・東方正教会）の教会機構図解

そもそも、「ロシア正教会」は組織名であり、教派全体としての名は正教会もしくは東方正教会が正しい。ブルガリア正教会・ロシア正教会・ギリシャ正教会・ルーマニア正教会などの各国・各地域の正教会は、それぞれが独立した教会組織を構成しつつ、正教会としての連帯を保っている。
主な国はロシア、ギリシャ、ウクライナ、ルーマニア、セルビアなど東欧やバルカン半島の国に多い。東ローマ帝国（395年 - 1453年）から発生し、東ローマ帝国の滅亡後は、ロシアが東方正教会文明の中心国になったと考えられている。なお正教会はキリスト教の一派なのでシュペングラーやブライジヒなどは西洋文明の一部と考察する研究者も存在する。文化圏というニュアンスの「文明」の区分は一定していない。
- 東ローマ帝国とは、コンスタンティノポリスを中心に古代ギリシア・ヘレニズム・古代ローマ・キリスト教・ペルシャ・イスラムの影響を受けて独自の文明に発展し周辺地域に多大な影響を与えた。西欧文明の形成に与えた影響は大きいと言えるだろう。栄華を極めた東ローマ帝国だが1453年にオスマン帝国に滅ぼされた。
- ロシアは、10世紀末にキエフ大公のウラジーミル1世が東ローマ帝国からキリスト教を受容してルーシは国をあげて正教会の信徒となり、スラヴ語を書きあらわすための文字としてキリル文字がもたらされるなど、正教世界の優れた文化がルーシへと取り入れられた。1236年に至ってチンギス・ハーンの孫バトゥ率いる大規模な西方遠征軍が派遣されノヴゴロドを含む全ルーシはモンゴルの支配下に組み込まれ、ジョチ・ウルスがロシア成立に重要な影響を与えた。1453年にモスクワ大公のイヴァン3世は東ローマ帝国最後の皇帝の姪と結婚、オスマン帝国によって滅ぼされた東ローマ皇帝にかわる正教会の保護者としての地位を自認する端緒をつくった。オスマン帝国のバルカン半島支配によりオスマン帝国の文化の影響を受けた面は大きい。1697年にピョートル1世はヨーロッパの軍事や科学技術を学ぶため総勢250名の使節団を結成しロシアに西欧の技術が広がるきっかけにもなった。オスマン帝国と西欧の影響を受けながら現在の東方正教会文明が形成された。

## 比較文化論

### 文明史論の中の東方正教会文明
「文明」の比較研究（比較文化論）として、サミュエル・P・ハンティントンは東方正教会を独自の文化圏とした。トインビーは、ロシアを東ローマ文明の後継国と述べている。東ローマ文明と東方正教会文明を一つにまとめるか別けて考えるかは学者により見解は違う。この二つの違いはギリシア文明とローマ文明の違いに似ており同じカテゴリーに分類されることは多い。

### ハンティントンの文明衝突論
東方正教会文明、あるいは東方正教会世界を一つの文化圏とするサミュエル・P・ハンティントンが1996年に『文明の衝突』を著した。ハンティントンによれば、冷戦による東西の衝突が終わった現代は、西欧文明、中華文明、ヒンドゥー文明、イスラム文明、日本文明、東方正教会文明、ラテンアメリカ文明、アフリカ文明の8つの文化圏が衝突する時代になるのではないかと述べている。
ハンティントンにより東方正教会文明に分類されている国は、ロシア、ギリシャ、ウクライナ、ルーマニア、セルビア、グルジア、アルメニア、カザフスタン、ベラルーシ、モルドバ、ブルガリア、マケドニア共和国、モンテネグロ、ボスニア・ヘルツェゴビナ、キプロス。